# Cinque Terre Sciacchetrà riserva
Il Cinque Terre Sciacchetrà riserva è una tipologia del vino DOC Cinque Terre, la cui produzione è consentita in alcuni comuni della provincia della Spezia

## Zona di produzione
Vedi: Cinque Terre DOC

## Vitigni con cui è consentito produrlo
- Bosco minimo 40%
- Albarola fino al 40%
- Vermentino fino al 40%
- altri vitigni a bacca bianca idonei alla coltivazione per la regione Liguria fino ad un massimo del 20%[1]

## Tecniche di produzione
Densità minima 6 250 ceppi/ha)
È vietata ogni pratica di forzatura, ma consentita l'irrigazione di soccorso
Deve essere ottenuto da uva appassita dopo la raccolta fino a raggiungere un grado zuccherino corrispondente a 17º di alcol potenziale.
Le uve appassite non possono essere vinificate prima del 1º novembre dell'anno di vendemmia.
Richiede un invecchiamento fino al 1º novembre del 3º anno successivo a quello della vendemmia
Tutte le operazioni di appassimento dell'uva, vinificazione ed invecchiamento debbono essere effettuate nella zona prevista per la DOC

## Caratteristiche organolettiche
- colore: da dorato fino ad ambrato;
- profumo: intenso di vino passito, profumi di frutta matura, con note mielose e floreali
- sapore: da dolce ad abboccato, armonico, di buona struttura e di buon corpo, piacevole e persistente in bocca con retrolfatto mandorlato, molto gradevole se abbinato a formaggi grassi;
- acidità totale minima: 5,0 g/l;
- acidità volatile massima: 30 meq/l.[1]

## Informazioni sulla zona geografica
Vedi: Cinque Terre DOC

## Storia
Vedi: Cinque Terre DOC
Precedentemente all'attuale disciplinare questa DOC era stata:
- Approvata con D.P.R. 29.05.1973 G.U. 217 - 23.08.1973
- Modificata con DM 14.10.1989 G.U. 255 - 31.10.1989
- Modificata con DM 06.09.1999 G.U. 219 - 17.09.1999
- Modificata con DM 07.03.2000 G.U. 76 - 31.03.2000
- Modificata con DM 12.10.2007 G.U. 246 - 22.10.2007
- Modificata con DM 22.04.2008 G.U. 117 - 20.05.2008
- Modificata con DM 20.10.2009 G.U. 252 - 29.10.2009[1]

## Abbinamenti consigliati
è consigliabile abbinare questo vino con formaggi grassi o stagionati

## Produzione
Provincia, stagione, volume in ettolitri